# Station Layton
Layton is een spoorwegstation van National Rail in Layton, Blackpool in Engeland. Het station is eigendom van Network Rail en wordt beheerd door Northern Rail. 